# Ventura Díaz Astillero de los Ríos
Ventura Díaz Astillero de los Ríos (Andújar, província de Jaén, 20 de juny de 1808 - Madrid, 5 de març de 1864) va ser un polític espanyol, diputat i senador a Corts, governador civil i ministre durant el regnat d'Isabel II d'Espanya

## Biografia
Llicenciat en dret i jurista, fou elegit diputat per Lugo en 1844. En 1847 va exercir uns mesos com a Governador Civil de Barcelona, càrrec que va repetir de 1850 a 1852. Mentrestant fou governador civil de la província de Badajoz entre el 27 de maig de 1848 (BOP, 29/05/1848, p. 1) i el 12 d'abril de 1850. Entre gener i maig de 1858 fou ministre de la Governació durant el tercer govern de Francisco Javier de Istúriz, així com ministre interí de Foment. En novembre de 1863 fou elegit diputat per Badajoz i alhora nomenat senador vitalici, tot i que no va poder prendre possessió d'aquest càrrec perquè va morir el 5 de març de 1864.